# Spaanse pijpbloemvlinder
De Spaanse pijpbloemvlinder (Zerynthia rumina) is een dagvlinder uit de familie Papilionidae (grote pages). De vleugel is in lengte ongeveer 23 millimeter.
De Spaanse pijpbloemvlinder komt voor op het Iberisch Schiereiland, in de Franse Rivièra en in het westelijke deel van Noord-Afrika.
De vliegtijd is van eind februari tot in mei.

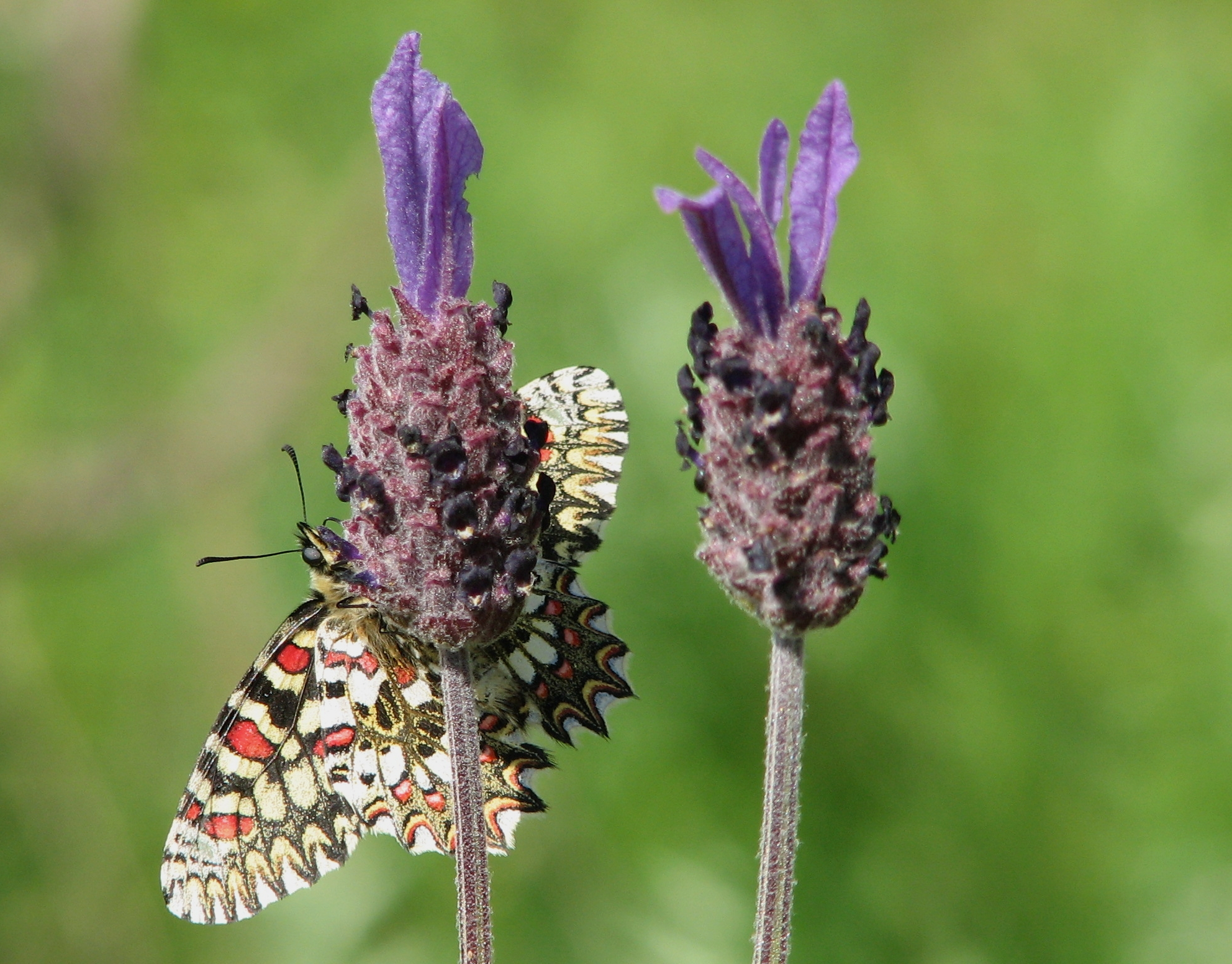
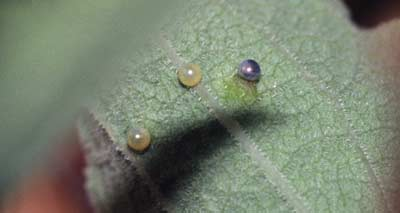
Eitjes